# 新上海灘 (電影)
《新上海灘》（英語：Shanghai Grand）是一部1996年上映的香港电影，由潘文杰执导，徐克监制，刘德华、張國榮和寧靜主演。故事以1930年代民國上海為背景，讲述中日民族矛盾、黑帮斗争、兄弟情义和儿女情长。香港收获2083万港币，位列香港年度华语片第八位。

## 剧情
许文强是台湾民族同盟会的骨干成员，他们一批人在东北从事抗日工作，一次乘船返台途中由于汉奸叛徒的出卖，文强和许多同志被日本皇军抓住。日方想要得到他手中同盟会成员的名单，在与日方的激战中文强掉落海中，其他被抓的同志都在船上遇害。
丁力是上海一名运输粪水的低层劳工，却一直渴望做大哥扬名立万。一次辖区的黑帮人物超哥辱骂丁力，丁力就跑到江边偷骂超哥，并发现了一把枪和躺在地上昏迷的文强。丁力将其带回工作地方询问文强的来头未果，文强则想要回自己的手枪。丁力暗恋冯敬尧的千金小姐程程，他买了两张戏票要送给程程和丽文老師，恰好遇到超哥绑架程程，丁力勇敢出手救了程程并因此得罪了超哥和背后的大佬大哥荣。丁力被带到冯家去见冯敬尧接受谢意，冯敬尧让管家送丁一笔钱但他并未接受，还亲手交给程程一封自己写的情书。
丁力回家后其住处发生大火（大哥荣的人放的），文强将其母亲勇敢救了出来，丁力对此很感激文强说会一直罩着他并想交还那把枪，不过文强让丁力保留着，因为丁力还要对付大哥荣。后来两人一同赴约去见大哥荣并合力消灭了对方，良叔则帮忙摆平了巡捕房的缉捕压力，自此冯敬尧让丁力负责大哥荣管辖地盘。此时丁力开始约会程程并表达爱意，可是很快却发现文强与程程一起洗澡之事。原来去年夏天的东北之行，程程在火车上遇到了被日本人追捕的许文强，相处中二人渐生情愫，到上海后文强也不知道她原来就是丁力一直追求的冯程程。而丁力所读到的程程充满爱意的回信一直是丽文冒名写的，因为丽文一直喜欢着丁力。
文强通过丽文所穿之旗袍（船上日本女敌所穿类似花纹）追查到做旗袍的店铺并遭遇日本女敌，激战中文强脱身。丁力和文强为程程发生争吵，文强说会带她走，丁力警告许要其好好待她。这时民族同盟会成员来到上海找到文强，他们怀疑文强是害死那艘船上同志的叛徒想处决他，文强解释并保证会手刃敌人。冯敬尧让丁力去见一个生意伙伴，没想到落入圈套，原来丁力被认定做事横冲直撞惹怒了冯，日本女人把丁力打晕并绑在床上想用一条蟒蛇虐杀，最终她却被蛇杀死。
文强作为程程的男友去见其父，发现冯敬尧是与日本军人勾结谋害同盟会同志的元凶，而冯也从程程口中得知他就是许文强，双方发生冲突都想置对方于死地，最终程程亲眼目睹父亲死于文强之手，她也因此变得精神失常。良叔去找丁力要他为冯家主持公道，丁力在众位大佬面前强调只有自己有资格杀许文强。元旦来临前夜，文强并未接受同盟会同志的劝告离开上海，而是选择去见丁力以化解他和丁力与冯家的恩怨。两人在房间里持枪决斗，文强被打伤，丁力要求手下护送其安全离开上海。走出大楼丁力对冯家人称已亲手杀死文强，站在附近的文强同志为给许报仇就射杀了丁力，丁力手下也射杀了对方。最终丁力倒地身亡，坐在车里的文强被护送离开。

## 角色
| 演員   | 角色               | 粵語配音 |
| 劉德華 | 丁力               | 劉德華   |
| 張國榮 | 許文強/俊（暱稱）  | 張國榮   |
| 寧靜   | 馮程程             | 朱妙蘭   |
| 李蕙敏 | 麗文老師           |          |
| 吳興國 | 冯敬尧             | 梁政平   |
| 劉洵   | 冯敬尧管家/良叔    |          |
| 黃佩霞 | 日本皇軍成員       | 陸惠玲   |
| 鄭雨盛 | 台灣民族同盟會成員 |          |

## 歌曲
| 曲序 | 曲目                                           |        | 作曲   | 编曲   | 演唱者 |
| ---- | ---------------------------------------------- | ------ | ------ | ------ | ------ |
| 1.   | 上海灘（粤語，翻唱歌曲，原唱叶丽仪）（主題曲） | 黃霑   | 顧嘉煇 | 丁志光 | 劉德華 |
| 2.   | 最愛上海灘（國語）（主題曲）                   | 黃霑   | 顧嘉煇 | 丁志光 | 劉德華 |
| 3.   | 最怕你跟别人睡（國語）（插曲）                 | 劉德華 | 黄凯芹 | 趙增熹 | 劉德華 |
| 4.   | 一個人睡（粤語）（插曲）                       | 黄凯芹 | 黄凯芹 | 赵增熹 | 劉德華 |

## 奖项
| 頒獎典禮             | 獎項             | 名字   | 結果 |
| -------------------- | ---------------- | ------ | ---- |
| 第16屆香港电影金像奖 | 最佳动作设计     | 董玮   | 提名 |
| 第16屆香港电影金像奖 | 最佳美术指导     | 余家安 | 提名 |
| 第16屆香港电影金像奖 | 最佳服装造型设计 | 余家安 | 提名 |
| 第16屆香港电影金像奖 | 最佳摄影         | 潘恒生 | 提名 |

## 外部連結
- 香港影庫上《新上海灘》的資料（繁體中文）
- 開眼電影網上《新上海灘》的資料（繁體中文）
- 豆瓣电影上《新上海灘》的資料 （简体中文）
- 时光网上《新上海灘》的資料（简体中文）
- AllMovie上《新上海灘》的资料（英文）
- 爛番茄上《新上海灘》的資料（英文）
- 互联网电影数据库（IMDb）上《新上海灘》的资料（英文）